# Оржицкое сельское поселение

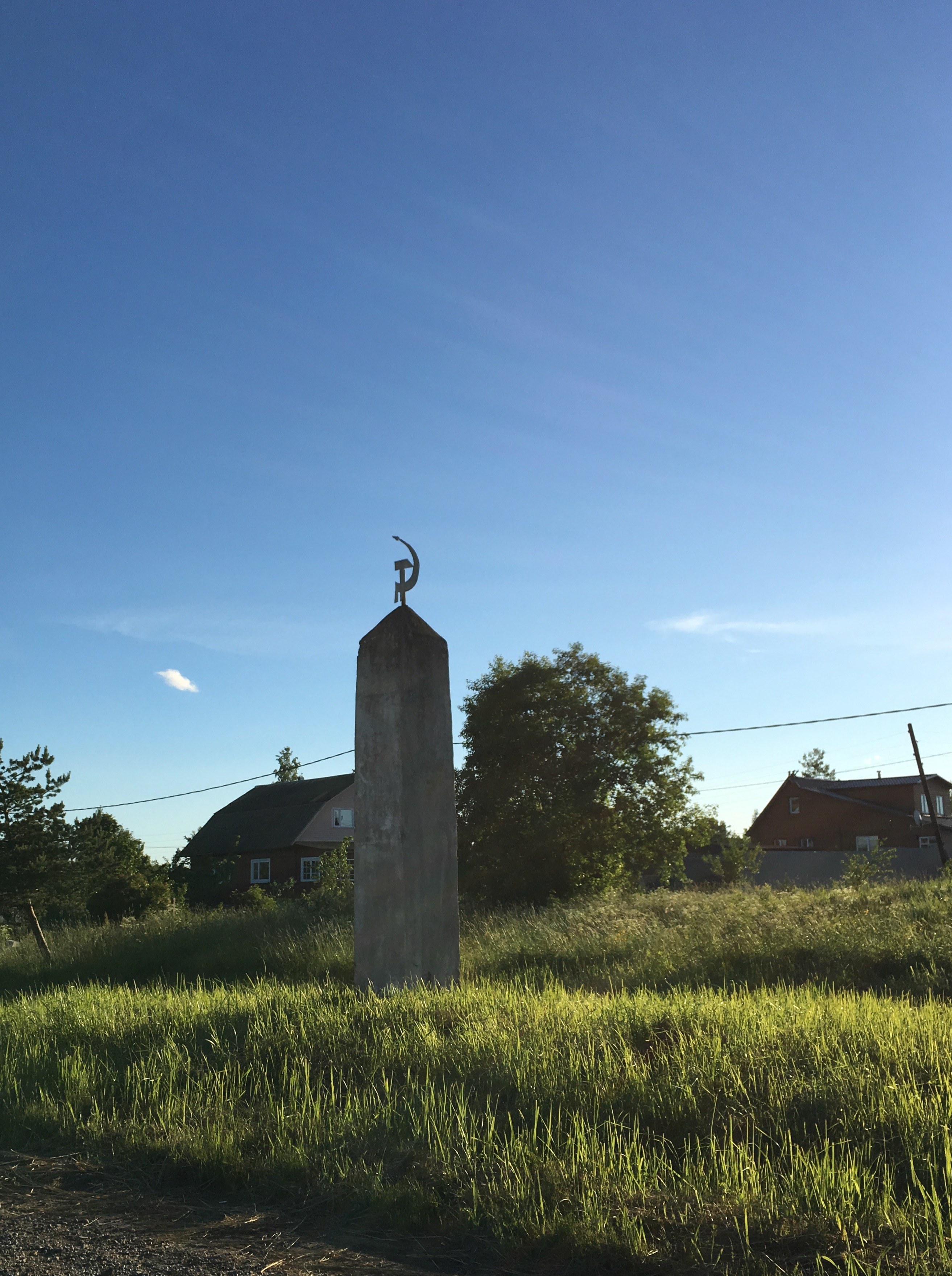
Деревня Петровское. 2017 год

О́ржицкое се́льское поселе́ние — муниципальное образование в Ломоносовском районе Ленинградской области. Административный центр — деревня Оржицы.

## Географическое положение
Территория Оржицкого сельского поселения Ломоносовского района Ленинградской области, определена законом Ленинградской области от 24 декабря 2004 года № 117–ОЗ «Об установлении границ и наделении соответствующим статусом муниципального образования Ломоносовского муниципального района и муниципальных образований в его составе».
Граничит:
- С севера поселение граничит с Гостилицким и Павловским лесничеством;
- С юго-востока с территорией Ропшинского сельского поселения;
- С запада и юго-запада с территорией Гостилицкого сельского поселения.

По территории поселения проходят автодороги:
- 41К-008 (Петродворец — Криково)
- 41К-246 (Петровское — Гостилицы)
- 41К-274 (Ропша — Оржицы)

Расстояние от административного центра поселения до районного центра — 35 км.

### Геология
Находится на уступе глинта между Ропшей и Вильповицами.

### Транспорт
Сообщение с Петергофом по Гостилицкому шоссе и Красным Селом по Ропшинскому шоссе.

## История
В 1970-е годы из состава Гостилицкого сельсовета был выделен Оржицкий сельсовет. 18 января 1994 года постановлением главы администрации Ленинградской области № 10 «Об изменениях административно-территориального устройства районов Ленинградской области» Оржицкий сельсовет, также как и все другие сельсоветы области, преобразован в Оржицкую волость.
С 1 января 2006 года в соответствии с областным законом Ленинградской области от 24 декабря 2004 года № 117-оз «Об установлении границ и наделении соответствующим статусом муниципального образования Ломоносовский муниципальный район и муниципальных образований в его составе» было образовано Оржицкое сельское поселение. В состав поселения вошла территория бывшей Оржицкой волости.

## Население
| 1990  | 1997  | 2002  | 2006  | 2010  | 2011  | 2012  |
| ----- | ----- | ----- | ----- | ----- | ----- | ----- |
| 3194  | ↘3133 | ↘2866 | ↗3100 | ↗3203 | ↘3193 | ↘3190 |
| 2013  | 2014  | 2015  | 2016  | 2017  | 2018  | 2019  |
| ↘3168 | ↗3179 | ↘3143 | ↗3174 | ↘3132 | ↘3114 | ↘3088 |
| 2020  | 2021  | 2023  | 2024  | 2025  |       |       |
| ↗3133 | ↗3157 | ↗3220 | ↗3266 | ↗3293 |       |       |

## Состав сельского поселения
| № | Населённый пункт  | Тип населённого пункта          | Население    |
| - | ----------------- | ------------------------------- | ------------ |
| 1 | Большое Забородье | деревня                         | ↘21 (2017)   |
| 2 | Вильповицы        | деревня                         | ↘132 (2017)  |
| 3 | Ильино            | деревня                         | ↘0 (2017)    |
| 4 | Малое Забородье   | деревня                         | →67 (2017)   |
| 5 | Оржицы            | деревня, административный центр | ↘2735 (2017) |
| 6 | Петровское        | деревня                         | ↘147 (2017)  |

## Достопримечательности
- Руины усадьбы декабриста Н. Н. Оржицкого
- Усадебный парк
- Голубые озёра — исток реки Шингарки